# Stojan Novaković
Stojan Novaković (Šabac, 1842. – Niš, 1915.), srpski povjesničar, političar, filolog i književni povjesničari. 
Učenik istaknutoga jezikoslovca Đure Daničića, pod kraj 60-ih i početkom 70-ih postaje istaknuta ličnost u srpskome društvenom životu, poglavito u književnosti, politici i jezikoslovlju. Neki od međaša u njegovu životu su: urednik društvenoknjiževnog časopisa Vila (1865. – 1868.), profesor Velike škole (prethodnice Beogradskoga sveučilišta) (1875. – 1880.), ministar unutarnjih poslova, veleposlanik u Petrogradu, Parizu i Istanbulu, ministar vanjskih poslova i predsjednik srpske vlade (1896., 1909.). Bijaše predsjednikom Napredne stranke, a u društvenom i političkom životu Srbije obnašao je i druge funkcije.
Stojan Novaković bio je član Srpskog učenog društva, član i predsjednik Srpske kraljevske akademije, član JAZU, Ruske akademije i dopisni član Académie des sciences morales et politiques u Parizu.
Iako je Novakovićeva politička karijera impresivna, ono po čem će se pamtiti poglavito je njegova književna i znanstvenopovijesna djelatnost. Daničićev učenik, na tragu velikoga učitelja napisao je prijeglednu i sustavnu gramatiku srpskoga jezika, koja obuhvaća dijelove fonetike i fonologije, morfologiju i sintaksu. To djelo je izlazilo u više dijelova, a kompletirano je kao Srpska gramatika, 1894. Još ne u struji mladogramatičarske škole (koja je onda dominirala svjetskim jezikoslovljem), Novakovićevo je djelo najpotpunija srpska gramatika do kasnijih studija Aleksandra Belića i Mihaila Stevanovića u prvoj polovici 20. stoljeća. Kao povjesničar književnosti skupio je opsežnu Srpsku bibliografiju, 1869., s popisom djela 18. i 19. stoljeća, a njegova Istorija srpske književnosti, 1867., uradak je, po nekim značajkama, dubiozne vrijednosti: nesporno sistematičan i pouzdan u prikazu srpske književnosti, u njen je korpus ubrojio i nemali dio hrvatske pisane i književne baštine, postavši tako jednim od začetnika jezičnopovijesnih presizanja koja su dominantna u srpskoj književnojezičnoj kulturi i danas. Novakovićevo je pak djelo u izdavanju kapitalnih djela srpske jezične baštine neupitno: to se prije svega odnosi na pretisak Zakonika Stefana Dušana, 1870., te na veći dio (opet, uz spomenute izuzetke) Srpskih spomenika XV-XVIII veka', 1875. Među historiografskim i etnološkim studijama ističu se Narodna tradicija i kritička istorija, 1880., Srbi i Turci XIV i XV veka, 1893. i Vaskrs države srpske, 1904. Novakovićeva bibliografija broji oko 400 znanstvenih, publicističkih i književnih djela.
Stojan Novaković je 1908. godine za novine Pester Lloyd o aneksiji Bosne i Hercegovine, između ostaloga rekao, a zagrebački Srbobran je tu izjavu preveo: Kad god smo se mi na Balkanu maknuli, da protiv očite ili krvave nepravde štogod za svoja nacionalna prava izvojujemo, uvijek su se dizali protiv nas vrlo glasni prigovori, da narušavamo red, mjesto da čekamo korak Evrope i mjesto da se pokoravamo internacionalnom pravnom redu. Uvijek su nas opominjali, da će se na to naše pokoravanje volji Evrope, pri ošteti, koja će nam u dio pasti, uzeti u obzir. Mi stariji i obrazovaniji zaista smo već osijedili nastojeći da svom narodu utuvimo tu evropsku mudrost. A sad je sve to najnovijim svojevoljnim napadom Austro-Ugarske kompromitovano. Dakle više ne možemo vjerovati u evropski moral...

## Vanjske poveznice
- Stojan Novaković: Istorija srpske književnosti, 1867.
- Srpska gramatika, 1894.
- Primeri književnosti i jezika, staroga i srpsko-slovenskoga, 1904.